# Pectinoidea
Super-famille
Synonymes
- Pectinacea[1]

Les Pectinoidea sont une super-famille de mollusques bivalves qui comprend notamment les pétoncles.

## Liste des familles
Selon World Register of Marine Species (6 mars 2015) et Catalogue of Life (6 mars 2015) :
- famille Cyclochlamydidae Dijkstra & Maestrati, 2012
- famille Entoliidae Teppner, 1922
- famille Neitheidae Sobetski, 1960 †
- famille Pectinidae Rafinesque, 1815
- famille Pleuronectitidae Hautmann, 2011 †
- famille Propeamussiidae Abbott, 1954
- famille Spondylidae Gray, 1826
- famille Tosapectinidae Trushchelev, 1984 †

Chlamys nobilis, un Pectinidae
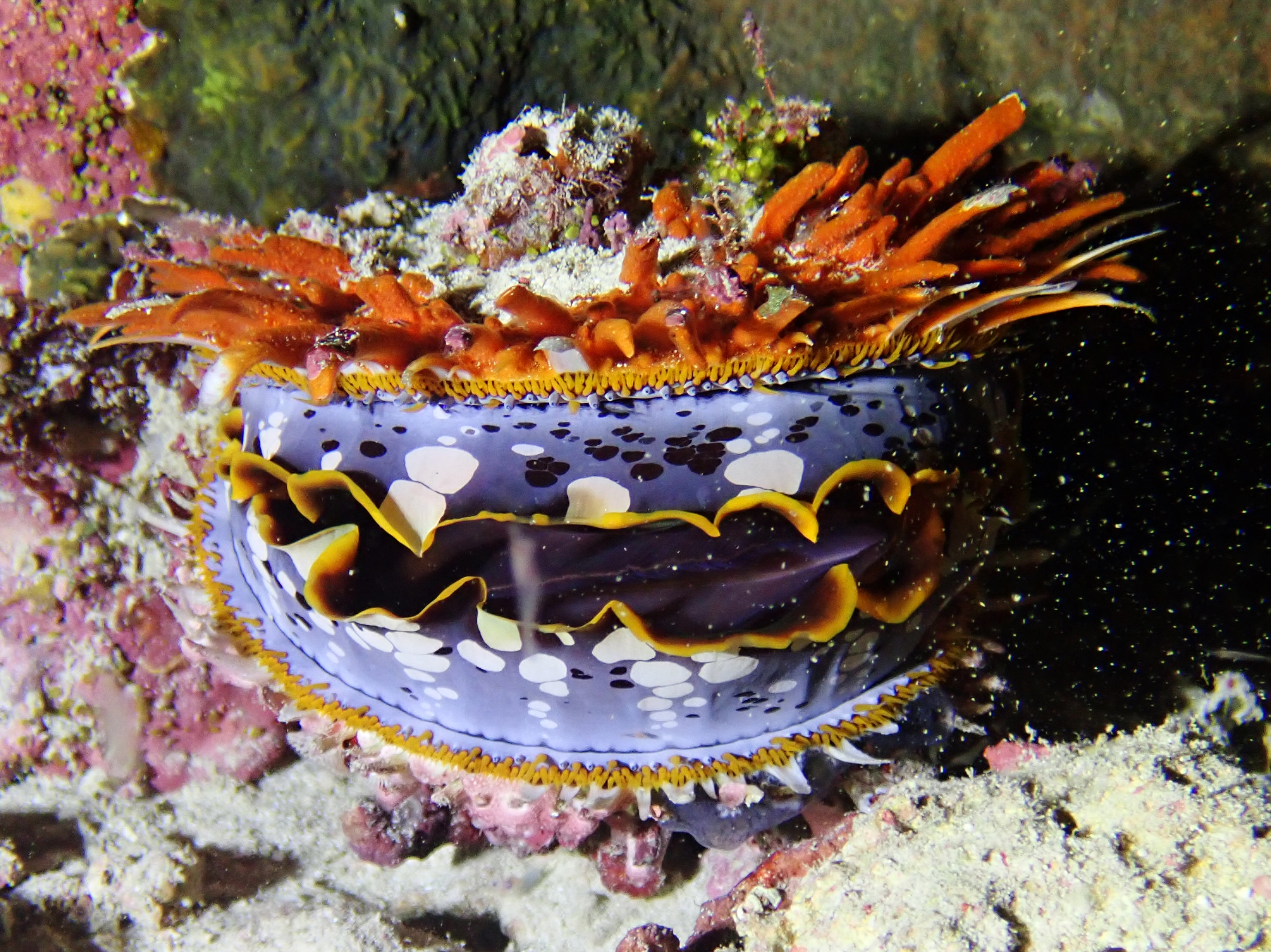
Spondylus varius, un Spondylidae